# Скугге, Линда
Ли́нда И́нгрид Ску́гге (швед. Linda Ingrid Skugge, урождённая Норрман швед. Norrman) — шведская писательница, блогер, колумнистка и переводчица. Феминистка, борец за права женщин. Сооснователь книжного сайта Vulkan, руководитель агентства Skugge&Co и издательства Constant Reader.

## Биография
Линда начала карьеру в молодёжной бесплатной газете Ultra Magazine в 1991 году, ещё обучаясь в школе, и через год после того стала редактором журнала. В 1993 году поступила в школу журналистики Поппиуса, а в апреле того же года начала писать еженедельные хроники в Expressen. Она также работала в нескольких телешоу на ZTV и управляла студией звукозаписи Starboy Recordings вместе с Ханси Фрибергом.
В 1998 году вышла книга Линды Saker under huden, которая получила большое внимание у молодёжной аудитории. В следующем году она участвовала в написании феминистской антологии с нецензурным названием Fittstim. В 2006 году была выпущена восьмая книга Скугге Ett tal till min systers bröllop, которая стала её дебютом в роли романиста и содержит последовательности от автора жизни Сильвии Плат.
В 2008 году Линда Скугге начала вести блог для газеты Amelia и вскоре получила премию Blog Awards 2008.
В 2006 году Линда выступила с критикой термина «феминизм», полагая равноправие мужчин и женщин очевидным и не нуждающимся в дополнительной терминологии. В 2012 году она уточнила, что данным заявлением она поддержала практический феминизм, которого и придерживается.
В 2013 году увидел свет роман 1989, который она написала в соавторстве со своей младшей сестрой Сигрид Толлгорд.
Согласно опросу в Dagens Media, блог Линды Скугге был самым читаемым частным блогом в Швеции в январе 2007 года. 5 мая 2007 года Линда объявила о закрытии блога из-за угроз, оскорблений и агрессии. Она писала для Expressen, Svenska Dagbladet, Aftonbladet, Amelia, Mama, Yourlife, Icakuriren и многих других шведских изданий. Весной 2014 года она получила стипендию от Фонда Стины и Эрика Лундбергов.

## Личная жизнь
В настоящее время Линда Скугге живёт в Соллентуне. Она замужем на музыканте Юхане Скугге с 1995 года, они вместе имеют трёх дочерей. В марте 2015 года Линда сообщила газете Expressen, что у неё была болезнь Аддисона и что получить нужную медицинскую помощь было затруднительно.